# Harold Waller
Harold Fandiño Arias, más conocido como Harold Waller (28 de marzo de 1986), es un músico, empresario, compositor, productor y cantante, cofundador de las bandas Supremacy  y Counterline, grupos de rock melódico, procedentes de Colombia.

## Historia

### Infancia
Harold nació en Bogotá, Colombia. Su inclinación hacia las artes musicales fueron influenciadas por parte de su familia, especialmente de padre y abuelo.
Sus actividades en la música empiezan muy temprano, desde su ingreso a la primaria, perteneciendo inicialmente al grupo musical del colegio donde terminaría sus estudios académicos. Ingresa a la escuela secundaria, momento en el que empieza a sentir afinidad con géneros como el Rock, Blues, fusión, entre otros. 

### Adolescencia y vida reciente
Al terminar su educación secundaria, comienzan sus estudios superiores musicales en la Escuela permanente de Rock Para la Convivencia la, Universidad Nacional, Academia Superior de Artes de Bogotá (ASAB). Para final del año 2003 ingresa a la banda Beer's two, agrupación en la que dio origen su carrera musical, grabando su primer álbum inédito "rock" para el año 2007, y con la que realizó una importante gira en Brasil y Perú. A comienzos del año 2009 es llamado por la organización Funasterion, para formar un nuevo proyecto e iniciar grabaciones de su primer álbum Whispers of Hope bajo la razón social de Fandiño que a finales de dicho año cambiaría de nombre a Supremacy (banda). 
A comienzos del año 2010 finaliza con su proyecto la producción del álbum que se empezó a grabar desde el 2009, y en la que participó el ingeniero de mastering, Joe Lambert, quien ha trabajado con artistas como Johnny Cash, Ted Nugent, Joe Satriani, Steve Vai, y Black Label Society.
En el mes de septiembre del año 2010, Supremacy (banda) es invitada por la organización Valenzuela Producciones para compartir escenario con las bandas Cinderella y Scorpions ante una audiencia de 30.000 personas.
En 2011, realiza la apertura del concierto de LEO:037 para un público de 1.200 personas.
Para el 23 de julio de 2015 comparte con Supremacy (banda), escenario junto a Extreme en su gira de aniversario 20 de su álbum pornografitti.
Supremacy (banda) lanza el álbum Leaders, que fue grabado en Bogotá para posteriormente ser mezclado y masterizado en Italia por el reconocido productor Alessandro Del Vecchio (Hardline', Voodoo cirle, Edge Of Forever). Disco contó con la participación de Robert Säll ( Work Of Art ), Jakob Samuel (The Poodles), Nigel bailey (Three Lions)  y fue editado por el sello europeo Borila Rekords el 28 de agosto de 2015
Tras su reciente salida de la agrupación, fundó, junto con G.G Andreas, Counterline, experimentando al inicio de dicho proyecto con varias alineaciones, hasta decidir finalmente quedar como proyecto de estudio.
Posteriormente, lanzó un sencillo  en castellano llamado Mágica Mujer que fue lanzado el 20 de febrero de 2020.
En el año 2021 con Counterline logran firmar un contrato para editar su primer disco ONE bajo la compañía discográfica danesa Lions Pride Music. El día 16 de octubre se lanzaría el primer sencillo del álbum titulado The One y el álbum se publicó el 22 de diciembre.
Pocas semanas se conoció a través de la compañía discográfica que el disco a pocas semanas de su publicación había agotado sus ejemplares en el territorio europeo, noticia que llamo la atención de distintos medios nacionales, como de los seguidores del Hard Rock Melódico a nivel mundial. 
.

## Discografía

### Con Supremacy
- 2015: leaders.

### Con Counterline
- 2021: One.

### EP
2010: Whispers Of Hope.

### Singles
| Título                                                           | Año  | Álbum                 | Banda        |
| ---------------------------------------------------------------- | ---- | --------------------- | ------------ |
| Extraño                                                          | 2006 | Sin álbum             | Beer's Two   |
| Whispers of Hope                                                 | 2010 | Whispers of Hope (EP) | Supremacy    |
| Life Is Ending                                                   | 2010 | Whispers of Hope (EP) | Supremacy    |
| Tears of The Fallen Angel                                        | 2010 | Whispers of Hope (EP) | Supremacy    |
| You Set Me Free                                                  | 2010 | Whispers of Hope (EP) | Supremacy    |
| Beyond                                                           | 2013 | Sin álbum             | Supremacy    |
| Crazy Love                                                       | 2013 | Sin álbum             | Supremacy    |
| On My Way (feat. Nigel Bailey)                                   | 2015 | LEADERS               | Supremacy    |
| Meaning of Love                                                  | 2015 | LEADERS               | Supremacy    |
| Yesterday a Freedom (feat. Alessandro del Vecchio & Robert Säll) | 2015 | LEADERS               | Supremacy    |
| Dreams Goes On                                                   | 2015 | LEADERS               | Supremacy    |
| Mágica Mujer                                                     | 2020 | Sin Álbum             | En Solitario |
| The One                                                          | 2021 | One                   | Counterline  |
| Leave It All Behind                                              | 2021 | One                   | Counterline  |